# Buddhi mudra
Buddhi mudra, ook wel verlichtingsgebaar, is een mudra in hatha yoga. Een mudra (Sanskriet voor zegel of gebaar) is een term die teruggaat op de klassieke teksten van de veda's en betekent in dit geval dat de hand in een bepaalde stand wordt gehouden waardoor er prana op een bepaalde manier door geleid wordt. Mudra's worden voornamelijk beoefend tijdens het mediteren. Buddhi mudra wordt met Boeddha geassocieerd en zou een rustgevend effect hebben op de geest.
Buddhi mudra is een meditatieve mudra, waarbij spirituele energie zich vermengd met het ego. Bij de buddhi mudra ligt de top van de duim tegen de top van de wijsvinger, waardoor er een "o" ontstaat. De achterkanten van de overige drie vingers liggen met de ruggen tegen elkaar aan en wijzen omhoog. De handen liggen ter hoogte van het zonnevlechtchakra.
Aan de vingers wordt een verschillende betekenis toegeschreven. De duim staat voor de goddelijke energie. Het is het symbool voor wilskracht dat niet geconditioneerd is door karma. De wijsvinger wordt in verband gebracht met Jupiter en staat symbool voor ego en expansie. De energieën zouden worden beheerst door onbewuste patronen.